# USS Cisco (SS-290)
Za druga plovila z istim imenom glejte USS Cisco.
USS Cisco (SS-290) je bila jurišna podmornica razreda balao v sestavi Vojne mornarice Združenih držav Amerike.

## Zgodovina
USS Cisco je bila potopljena na 8. dan svoje prve operativne plovbe.